# Побеждая Лондон
«Побеждая Лондон» (англ. Winning London) — семейная мелодрама 2001 года, снятая режиссёром Крэйгом Шапиро с сёстрами Олсен в главных ролях.

## Сюжет
15 летние сёстры-близнецы Хлоя и Райли Лоуренс прибывают из США в Лондон, как участницы конкурса «Модель Объединенных Наций». Прекрасный город, новые друзья и приключения… что может быть лучше?! У обеих сестёр появляются воздыхатели, а Хлоя заводит роман с лордом Джеймсом Броунингом-младшим. Отец Джеймса — лорд Джеймс Броунинг-старший не одобряет отношений сына с обыкновенной американкой…

## В ролях
- Мэри-Кейт Олсен — Хлоя Лоуренс
- Эшли Олсен — Райли Лоуренс
- Джесси Спенсер — лорд Джеймс Броунинг-младший
- Брэндон Тайлер — Брайан Коннос
- Рэйчел Рот — Рэйчел Байрд
- Эрик Джангманн — Дилан
- Клэр Ярлетт — госпожа Уотсон
- Стивен Шенбаум — мистер Холмс
- Пол Ридли — лорд Джеймс Броунинг-старший
- Стефани Арельяно — Габриэлла
- Блайт Мацуи — Сакура
- Кёртис Андерсен — Гуфи Делегэт
- Гарикайи Мутамбирва — Никко
- Джереми Максвелл — Джонатон
- Бентон Дженнингс — шеф